# Racconti della famiglia Tendo
Racconti della famiglia Tendo (天堂家物語?, Tendō-ke monogatari) è un manga scritto e disegnato da Ken Saitō, serializzato dalla Hakusensha sulla rivista LaLa DX dal 9 agosto 2014 al 10 agosto 2017, per poi essere trasferito su LaLa dal 22 dicembre 2017. L'edizione italiana è stata annunciata dalla RW Edizioni, mediante la propria etichetta Goen che la pubblica dal 24 febbraio 2023.

## Trama
Una giovane orfana salva dall'annegamento Ran Houjou, una sua coetanea destinata a un matrimonio combinato; dopo aver saputo la storia della ragazza e il dolore che l'aveva spinta a tentare il suicidio, decide così di fingere di essere Ran e sposarsi al suo posto. Suo marito, Masato Tendo, è tuttavia un ragazzo algido e apparentemente spietato, e sia lui che la sua famiglia sembrano nascondere orribili segreti.

## Media

### Manga
Il manga, scritto e disegnato da Ken Saitō, è stato inizialmente serializzato sulla rivista LaLa DX di Hakusensha dal 9 agosto 2014 al 10 agosto 2017. La serie è stata poi trasferita sulla rivista LaLa dello stesso editore il 22 dicembre 2017 dove è tuttora in corso. I capitoli vengono raccolti in volumi tankōbon a partire dal 5 agosto 2015. Al 4 luglio 2025 sono stati pubblicati 16 volumi.
In Italia la serie viene pubblicata da RW Edizioni sotto l'etichetta Goen nella collana Hanami Collection a partire dal 24 febbraio 2023. La traduzione dei testi è stata curata da Simona Holme (volumi 1-2) e Federica Di Paolo (volume 3).
La serie è distribuita anche in America da One Peace Books.

#### Volumi
| 1  | 5 agosto 2015 | ISBN 978-4-592-21053-5                                                      | 24 febbraio 2023  | ISBN 978-88-9284-749-1 |
| 1  | Capitoli - 1. La finta sposa (偽の花嫁?, Nise no hanayome) - 2. Il party del tè (お茶会?, Osakai) - 3. Voglio tornare a casa (帰りたい?, Kaeritai) - 4. Il senso della vita (生きる意味?, Ikiruimi) - Extra. La maschera (仮面?, Kamen) |                                                                             |                   |                        |
| 2  | 5 aprile 2016 | ISBN 978-4-592-21054-2                                                      | 26 maggio 2023    | ISBN 978-88-9284-787-3 |
| 2  | Capitoli - 5. La gelosia (嫉妬?, Shitto) - 6. L'eredità (遺品?, Ihin) - 7. La ricerca di Ran Hojo (prima parte) (鳳城蘭探し (前編)?, Hōjō Ran sagashi (zenpen)) - 8. La ricerca di Ran Hojo (seconda parte) (鳳城蘭探し (後編)?, Hōjō Ran sagashi (kōhen)) - Extra. La gelosia 2 (嫉妬 2?, Shitto 2)                                        |                                                                             |                   |                        |
| 3  | 5 aprile 2017 | ISBN 978-4-592-21055-9                                                      | 15 settembre 2023 | ISBN 978-88-9284-852-8 |
| 3  | Capitoli - 9. Amane (周?, Amane) - 10. Il bastian contrario (天邪鬼?, Amanojaku) - 11. Un segreto tra noi due (二人の秘密?, Futari no himitsu) - 12. La famiglia Tendo (天堂家?, Tendō-ke) - Extra. Akira (晶?, Akira) |                                                                             |                   |                        |
| 4  | 5 dicembre 2017 | ISBN 978-4-592-21095-5                                                      | —                 | —                      |
| 4  | Capitoli - 13. (宴のまえ?, Utage no ma e) - 14. (狂宴 (前編)?, Kyōen (zenpen)) - 15. (狂宴 (後編)?, Kyōen (kōhen)) - 16. (餞?, Hanamuke) |                                                                             |                   |                        |
| 5  | 5 settembre 2018 | ISBN 978-4-592-21136-5                                                      | —                 | —                      |
| 5  | Capitoli - 17. (別天地 (1)?, Bettenchi (1)) - 18. (別天地 (2)?, Bettenchi (2)) - 19. (別天地 (3)?, Bettenchi (3)) - 20. (別天地 (4)?, Bettenchi (4)) - 21. (別天地 (5)?, Bettenchi (5)) |                                                                             |                   |                        |
| 6  | 5 giugno 2019 | ISBN 978-4-592-21137-2                                                      | —                 | —                      |
| 6  | Capitoli - 22. (再会?, Saikai) - 23. (選択肢?, Sentakushi) - 24. (それぞれの岐路?, Sorezore no kiro) - 25. (男女のする事?, Danjo no suru koto) - 26. (過去?, Kako) - 27. (証?, Akashi) |                                                                             |                   |                        |
| 7  | 3 aprile 2020 | ISBN 978-4-592-21138-9                                                      | —                 | —                      |
| 7  | Capitoli - 28. (あれからの二人?, Are kara no futari) - 29. (引っ越し?, Hikkoshi) - 30. (ご褒美??, Go hōbi?) - 31. (面会?, Menkai) |                                                                             |                   |                        |
| 8  | 5 ottobre 2020 | ISBN 978-4-592-21139-6                                                      | —                 | —                      |
| 8  | Capitoli - 32. (招待状?, Shōtaijō) - 33. (薔薇とお茶会 (1)?, Bara to osakai (1)) - 34. (薔薇とお茶会 (2)?, Bara to osakai (2)) - 35. (薔薇とお茶会 (3)?, Bara to osakai (3)) - 36. (薔薇とお茶会 (4)?, Bara to osakai (4)) |                                                                             |                   |                        |
| 9  | 5 aprile 2021 | ISBN 978-4-592-21140-2                                                      | —                 | —                      |
| 9  | Capitoli - 37. (茨の檻 ①?, Ibara no ori ①) - 38. (茨の檻 ②?, Ibara no ori ②) - 39. (茨の檻 ③?, Ibara no ori ③) - 40. (茨の檻 ④?, Ibara no ori ④) - 41. (茨の檻 ⑤?, Ibara no ori ⑤) - Extra. (浦田さんは悪い人じゃなかった?, Urata-san wa warui hito janakatta)                                                                              |                                                                             |                   |                        |
| 10 | 5 ottobre 2021 | ISBN 978-4-592-21246-1 (ed. regolare) ISBN 978-4-592-10625-8 (ed. limitata) | —                 | —                      |
| 10 | Capitoli - 42. (熱病?, Netsubyō) - 43. (3人の女の話?, 3-ri no on'na no hanashi) - 44. (兆し?, Kizashi) - 45. (黄昏の洋室で?, Tasogare no yōshitsu de) - 46. (舞踏会?, Budōkai) |                                                                             |                   |                        |
| 11 | 2 maggio 2022 | ISBN 978-4-592-21247-8                                                      | —                 | —                      |
| 11 | Capitoli - 47. (舞踏会の夜に?, Budōkai no yoru ni) - 48. (月夜の約束?, Tsukiyo no yakusoku) - 49. (らんの大暴れ?, Ran no dai abare) - 50. (好みの女の子?, Konomi no on'nanoko) - 51. (あなたの生きる意味?, Anata no ikiruimi) - Extra. (焼き芋?, Yakiimo)                                                                                   |                                                                             |                   |                        |
| 12 | 4 novembre 2022 | ISBN 978-4-592-21248-5                                                      | —                 | —                      |
| 12 | Capitoli - 52. (常子と隼人?, Tsuneko to Hayato) - 53. (月夜の取引?, Tsukiyo no torihiki) - 54. (焦燥?, Shōsō) - 55. (三十三回忌?, San jū san-kaiki) - 56. (告白?, Kokuhaku) |                                                                             |                   |                        |
| 13 | 5 giugno 2023 | ISBN 978-4-592-21249-2 (ed. regolare) ISBN 978-4-592-21250-8 (ed. limitata) | —                 | —                      |
| 13 | Capitoli - 57. (恋煩い?, Koiwazurai) - 58. (訣別?, Ketsubetsu) - 59. (鴉とらん?, Karasu to Ran) - 60. (天邪鬼の告白?, Amanojaku no kokuhaku) - 61. (夢なら?, Yumenara) - Interludio. (鴉の独り言?, Karasu no hitorigoto) |                                                                             |                   |                        |
| 14 | 5 febbraio 2024 | ISBN 978-4-592-22144-9                                                      | —                 | —                      |
| 14 | Capitoli - Prologo. (黒田と文士?, Kuroda to bunshi) - 62. (これからの二人?, Korekara no futari) - 63. (ペテン師?, Petenshi) - 64. (らんとお粧し?, Ran to o shōshi) - 65. (覚醒?, Kakusei) - Extra. (三十三回忌の裏で?, San jū san-kaiki no ura de) - Extra. (雅人と洋装?, Masato to yōsō) - Extra. (間氏の傘事情?, Hazama-shi no kasa jijō) |                                                                             |                   |                        |
| 15 | 5 settembre 2024 | ISBN 978-4-592-22145-6                                                      | —                 | —                      |
| 15 | Capitoli - 66. (説得大作戦?, Settoku dai sakusen) - 67. (対話?, Taiwa) - 68. (獣と葬列 (前編)?, Kemono to sōretsu (zenpen)) - 69. (獣と葬列 (後編)?, Kemono to sōretsu (kōhen)) - 70. (操の提案?, Misao no teian) |                                                                             |                   |                        |
| 16 | 4 luglio 2025 | ISBN 978-4-592-22276-7                                                      | —                 | —                      |
| 16 | Capitoli - 71. (求婚大作戦?, Kyūkon dai sakusen) - 72. (離れのお正月?, Hanare no oshōgatsu) - 73. (取り引き?, Torihiki) - 74. (運命の女?, Unmei no on'na) - Extra. (らんと周の恋愛相談?, Ran to Shū no ren'ai sōdan) - Extra. (縁側、膝の上にて?, Engawa, hiza no ue nite) - Extra. (らんとお風呂?, Ran to opuro)                           |                                                                             |                   |                        |

### Altri media
Un drama CD contenente personaggi maschili di altre serie pubblicate sulla rivista LaLa è stato pubblicato il 24 agosto 2018 nel numero di ottobre 2018 della rivista. Presenta la voce di Kaito Ishikawa nel ruolo di Masato Tendo.
Un adattamento drama vocale è stato pubblicato il 24 settembre 2021 nel numero di novembre 2021 della rivista LaLa. Ishikawa riprende il ruolo di Masato Tendo, con Rie Takahashi e Shin'ichirō Miki rispettivamente nei ruoli di Ran e Tachibana.

## Accoglienza
Entro ottobre 2022, la serie aveva oltre 2 milioni di copie in circolazione sia in versione cartacea che digitale.